# Laxifusulina
Laxifusulina es un género de foraminífero bentónico normalmente considerado un subgénero de Pseudofusulina, es decir, Pseudofusulina (Laxifusulina) de la subfamilia Schwagerininae, de la familia Schwagerinidae, de la superfamilia Fusulinoidea, del suborden Fusulinina y del orden Fusulinida. Su especie tipo es Pseudofusulina (Laxifusulina) proteiformis. Su rango cronoestratigráfico abarcaba desde el Sakmariense hasta el Artinskiense (Pérmico inferior).

## Discusión
Clasificaciones más recientes incluyen Laxifusulina en la superfamilia Schwagerinoidea, y en la subclase Fusulinana de la clase Fusulinata. Algunas clasificaciones incluyen Laxifusulina en la subfamilia Rugosofusulininae y en la familia Rugosofusulinidae.

## Clasificación
Laxifusulina incluye a las siguientes especies:
- Laxifusulina guangxiensis †, también considerado como Pseudofusulina (Laxifusulina) guangxiensis †
- Laxifusulina iniqua †, también considerado como Pseudofusulina (Laxifusulina) iniqua †
- Laxifusulina inusitata †, también considerado como Pseudofusulina (Laxifusulina) inusitata †
- Laxifusulina neimonggolensis †, también considerado como Pseudofusulina (Laxifusulina) neimonggolensis †
  - Laxifusulina neimonggolensis latiuscula †, también considerado como Pseudofusulina (Laxifusulina) neimonggolensis latiuscula †
- Laxifusulina primigena †, también considerado como Pseudofusulina (Laxifusulina) primigena †
- Laxifusulina proteiformis †, también considerado como Pseudofusulina (Laxifusulina) proteiformis †